# Campionati del mondo di mezza maratona 1995
I Campionati del mondo di mezza maratona 1995 (4ª edizione) si sono svolti il 1º ottobre nelle località di Montbéliard e Belfort, in Francia. Vi hanno preso parte 243 atleti (di cui 147 uomini e 96 donne) in rappresentanza di 54 nazioni.

## Gara maschile

### Individuale
| Posizione | Atleta             | Nazionalità | Tempo    |
| --------- | ------------------ | ----------- | -------- |
| Oro       | Moses Tanui        | Kenya       | 1h01'45" |
| Argento   | Paul Yego          | Kenya       | 1h01'46" |
| Bronzo    | Charles Tangus     | Kenya       | 1h01'50" |
| 4º        | Antonio Serrano    | Spagna      | 1h01'56" |
| 5º        | Josia Thugwane     | Sudafrica   | 1h02'28" |
| 6º        | Delmir dos Santos  | Brasile     | 1h02'32" |
| 7º        | Herder Vázquez     | Colombia    | 1h02'32" |
| 8º        | Nobuyuki Sato      | Giappone    | 1h02'36" |
| 9º        | Yoshifumi Miyamoto | Giappone    | 1h02'38" |
| 10º       | Joaquim Pinheiro   | Portogallo  | 1h02'40" |
| 11º       | Bartolomé Serrano  | Spagna      | 1h02'41" |
| 12º       | Vincenzo Modica    | Italia      | 1h02'48" |
| 13º       | Danilo Goffi       | Italia      | 1h02'49" |
| 14º       | Oleg Strizhakov    | Russia      | 1h02'54" |
| 15º       | Giacomo Leone      | Italia      | 1h02'54" |

### A squadre
| Posizione | Squadra | Atleti                                         | Tempo    |
| --------- | ------- | ---------------------------------------------- | -------- |
| Oro       | Kenya   | Moses Tanui Paul Yego Charles Tangus           | 3h05'21" |
| Argento   | Spagna  | Antonio Serrano Bartolomé Serrano Pablo Sierra | 3h07'51" |
| Bronzo    | Italia  | Vincenzo Modica Danilo Goffi Giacomo Leone     | 3h08'31" |

## Gara femminile

### Individuale
| Posizione | Atleta            | Nazionalità | Tempo    |
| --------- | ----------------- | ----------- | -------- |
| Oro       | Valentina Egorova | Russia      | 1h09'58" |
| Argento   | Cristina Pomacu   | Romania     | 1h10'22" |
| Bronzo    | Anuţa Cătună      | Romania     | 1h10'28" |
| 4ª        | Colleen De Reuck  | Sudafrica   | 1h10'34" |
| 5ª        | Alla Zhilyaeva    | Russia      | 1h10'39" |
| 6ª        | Elena Fidatov     | Romania     | 1h10'39" |
| 7ª        | Ana Isabel Alonso | Spagna      | 1h10'43" |
| 8ª        | Zahia Dahmani     | Francia     | 1h11'28" |
| 9ª        | Maura Viceconte   | Italia      | 1h11'32" |
| 10ª       | Rocío Ríos        | Spagna      | 1h11'42" |
| 11ª       | Aurica Buia       | Romania     | 1h11'44" |
| 12ª       | Kamila Gradus     | Polonia     | 1h11'45" |
| 13ª       | Marleen Renders   | Belgio      | 1h11'52" |
| 14ª       | Lynn Doering      | Stati Uniti | 1h11'54" |
| 15ª       | Carmen Fuentes    | Spagna      | 1h12'01" |

### A squadre
| Posizione | Squadra | Atleti                                            | Tempo    |
| --------- | ------- | ------------------------------------------------- | -------- |
| Oro       | Romania | Cristina Pomacu Anuţa Cătună Elena Fidatov        | 3h31'29" |
| Argento   | Russia  | Valentina Egorova Alla Zhilyaeva Firiya Sultanova | 3h33'12" |
| Bronzo    | Spagna  | Ana Isabel Alonso Rocío Ríos Carmen Fuentes       | 3h34'26" |

## Medagliere
| Posizione | Paese   | Oro | Argento | Bronzo | Totale |
| --------- | ------- | --- | ------- | ------ | ------ |
| 1         | Kenya   | 2   | 1       | 1      | 4      |
| 2         | Romania | 1   | 1       | 1      | 3      |
| 3         | Russia  | 1   | 1       | 0      | 2      |
| 4         | Spagna  | 0   | 1       | 1      | 2      |
| 5         | Italia  | 0   | 0       | 1      | 1      |
| Totale    | Totale  | 4   | 4       | 4      | 12     |